# Alain Vankenhove
Alain Vankenhove, né le 27 juin 1970 à Nevers, est un trompettiste français de jazz.

## Formation
Alain Vankenhove a suivi un double cursus en jazz et en classique. Il entre à huit ans à l’École nationale de musique de Nevers. Il poursuit ses études au Centre d’informations musicales à Paris et à l’École de musique du Val-Maubuée à Marne-La-Vallée.
Il obtient le prix de la classe de Jazz[réf. nécessaire] du Conservatoire national supérieur de musique de Paris en 1997, clôturant ainsi son cycle d'études. 

## Carrière
Il commence sa carrière dans des orchestres de danse. Il fait partie du sextet de Christophe Marguet (1997-2001), du premier quintet de Sébastien Texier (1996-2001), du quintet de Marc Ducret (1998-2002), de l'Orchestre national de jazz (2000-2002) sous la direction de Paolo Damiani.
Il dirige également le big band de Bourg-la-Reine de 1999 à 2008, pour lequel il compose de nombreux programmes. 
En 1998, il crée son propre trio avec Marc Ducret à la guitare et Christophe Marguet à la batterie, et en 2006 le « Beyond Mountains Quartet » avec Éric Échampard, Benjamin Moussay et Jean-Luc Lehr.
En 2011, il utilise le logiciel d'Olivier Sens, Usine, pour un duo trompette et machine Don Quichotte au Recife Jazz Festival.
Il a également joué, entre autres, avec Henri Texier, Andy Emler, Didier Levallet, Anouar Brahem, Claude Tchamitchian, Manu Codjia, François Raulin, François Corneloup, Jim Black, Francesco Bearzatti, Chris Biscoe... En 2012, il est le seul français au sein du « Rêve d'Éléphant Orchestra », concert diffusé en direct sur la chaîne de radio France Musique.
En mars 2013, il joue la création du pianiste New Yorkais Uri Caine Le Syndrome d'Othello.
Alain Vankenhove est qualifié de « trompettiste de grand talent » par le magazine Jazz Magazine.

## Discographie

### En tant que leader
- 2010 : Beyond Mountains (Yolk), album qualifié par le webzine Citizenjazz.com de « vraie réussite et excellente surprise »[1]. Au sujet de cet album, le magazine Jazzman qualifie l'ascension d'Alain Vankenhove d'« irrésistible »[6].
- 2017 : Point of views (Cristal Records)

### En tant que sideman
- 2002 : Charméditerranéen, Orchestre national de jazz sous la direction de Paolo Damiani (ECM)
- 2003 : Reflection, Christophe Marguet (Label Bleu)
- 2003 : Qui parle ?, Marc Ducret (Sketch)
- 2004 : Chimères, Sébastien Texier (Night Bird Music/Harmonia Mundi)
- 2007 : Suite de danses, Bruno Régnier X' Tet (Yolk)
- 2010 : Pourquoi pas un scampi ?, Rêve d’Éléphant Orchestra (De Werf)
- 2012 : Au large d'Antifer ?, Bruno Régnier X' Tet (Jazz à tout va Production)
- 2013 : Queen Bishop, Alban Darche & Le Gros Cube (Yolk Music)
- 2013 : Toxic parasites, Sébastien Texier (Cristal Records)
- 2014 : Transformations, Sylvain Cathala (Connexe Sphère)
- 2016 : Crosswords, Jean-Louis Pommier (Yolk)

### Musiques pour le cinéma
- 1997 : Portraits chinois, film de Martine Dugowson, musique de Peter Chase
- 2012 : La mer à boire, film de Jacques Maillot, musique de Stéphan Oliva